# 橋本朋郁
橋本 朋郁（はしもと ともふみ、1960年7月20日 - ）は、日本の実業家。株式会社フククルフーズ代表取締役社長、高千穂学園評議員。

## 人物・経歴
福岡県久留米市出身。1983年3月高千穂商科大学(現高千穂大学)商学部卒業、同年4月株式会社若狭薬品入社。同年11月退職。その後、税理士事務所、マンションデベロッパーに勤務し、一般職、課長職、所長代理を務め、株式会社テンガイに経理部長として就職。2007年7月から同社の関連会社だったサイバックの専務取締役に就任。2008年4月25日付けで同社代表取締役社長に就任した。同社は2013年3月に株式会社フククルフーズへ社名変更し、引続き代表取締役社長を務めるが、2021年にフククルフーズは特別清算手続開始決定となる。
2020年6月より高千穂学園評議員に就任。